# Hypnelus
Hypnelus es un género de aves perteneciente a la familia de los bucónidos. Contiene 2 especies de bucos sudamericanos. Algunas autoridades taxonómicas consideran que ambas especies son conespecíficas y juntas toman el nombre de bobito punteado (Hypnelus ruficollis).

## Especies
Este género contiene las siguientes especies:
- Hypnelus ruficollis
- Hypnelus bicinctus